# Арахісова паста
Ара́хісова па́ста (або ара́хісове ма́сло; англ. peanut butter) — паста з підсмаженого арахісу, найчастіше з додаванням рослинної олії і солі. Має велику популярність в англомовних країнах та їх колишніх колоніях: Канаді, США, Австралії, Великій Британії, Південній Африці, Новій Гвінеї, Новій Зеландії, Багамах, на Філіппінах, а також в Нідерландах.

## Поширення
Більша частина врожаю арахісу в США йде на виготовлення арахісової пасти. Сама арахісова паста використовується для наступного виробництва крекерів та інших продуктів зі смаком арахісу.
Також арахісову пасту споживають в чистому вигляді або в сендвічах з джемом.

## Застереження
У 2009 році в США вибухнув скандал через антисанітарні умови виробництва арахісової пасти на заводах Peanut Corporation of America, які призвели до хвилі заражень сальмонельозом. Незважаючи на те, що частка компанії на ринку становила всього 2,5 %, скандал викликав істотне, до 25 %, падіння продажів арахісової пасти в США.